# Liste der türkischen Botschafter in der Demokratischen Republik Kongo
Der Botschafter leitet die türkische Botschaft Kinshasa.
| Ernennung Akkreditierung | Botschafter           | Bemerkung | Ministerpräsident der Türkei | Präsident der Demokratischen Republik Kongo | Posten verlassen |
| ------------------------ | --------------------- | --- | ---------------------------- | ------------------------------------------- | ---------------- |
| 1. Jan. 1976             | Behçet Türemen        | Sekretär der The Quincentennial Foundation. 1980–1983: Botschafter in Kopenhagen 1986 Generalsekretär der Organisation für wirtschaftliche Zusammenarbeit | Süleyman Demirel             | Mobutu Sese Seko                            | 1. Jan. 1980     |
| 1. Jan. 1980             | Tahir Şentürk         | 31. Aug. 1978–1. Dez. 1980: Botschafter in Ottawa | Bülent Ulusu                 | Mobutu Sese Seko                            | 1. Jan. 1983     |
| 1. Jan. 1983             | Salih Diler           | 1970: Geschäftsträger in Ottawa | Turgut Özal                  | Mobutu Sese Seko                            | 1. Jan. 1988     |
| 1. Jan. 1988             | Verşan Şentürkler     | 11. Mär. 1985 – 6. Dez. 1985: Botschafter in Algier 17. Dez. 1996–16. Feb. 1998: Botschafter in Mexiko-Stadt, 1. Januar 2000 – 1. Januar 2003: Botschafter in Dakar | Turgut Özal                  | Mobutu Sese Seko                            | 1. Jan. 1993     |
| 1. Jan. 1993             | Hikmet Şengenç        | | Tansu Çiller                 | Mobutu Sese Seko                            | 1. Jan. 1996     |
| 1. Jan. 1996             | Deniz Uzmen           | | Necmettin Erbakan            | Mobutu Sese Seko                            | 1. Jan. 1999     |
| 1. Jan. 1999             | Can Altan             | | Bülent Ecevit                | Laurent-Désiré Kabila                       | 1. Jan. 2001     |
| 1. Jan. 2001             | Ali Köprülü           | | Bülent Ecevit                | Joseph Kabila                               | 1. Jan. 2004     |
| 1. Jan. 2004             | Ali Engin Oba         | (* 1942 in Istanbul) besuchte das Galatasaray-Gymnasium studierte 1965 Diplom Politikwissenschaft an der Universität Ankara. 1993: außerordentlicher Professor für Internationale Beziehungen. 1994–1996: Botschafter in Belgrad, 1996–1998 Generalkonsul in Paris, 1998–2000 und 2004–2007: Botschafter in Khartum. | Recep Tayyip Erdoğan         | Joseph Kabila                               | 1. Jan. 2007     |
| 15. Mai 2008             | Hasan Mehmet Özyıldız | | Recep Tayyip Erdoğan         | Joseph Kabila                               | 15. Nov. 2010    |
| 15. Nov. 2010            | Nihat Civaner         | | Recep Tayyip Erdoğan         | Joseph Kabila                               | 30. Juni 2012    |
| 9. Nov. 2012             | Bekir Uysal           | | Recep Tayyip Erdoğan         | Joseph Kabila                               |                  |